# بيت مسكون وقصص قصيرة أخرى
بيت تسكنه الأشباح مجموعة قصصية للكاتبة البريطانية فرجينيا وولف وصدرت بعد وفاتها، في العام 1944. وفي مضمونها ثماني عشرة قصَّة قصيرة، ستٌّ منها كانت قد ظهرت في مجموعتها الأولى التي صدرت عام 1921 وهي كالتالي:
- «الاثنين أو الثلاثاء» Monday or Tuesday (1921)،
- «بيت تسكنه الأشباح»،
- «روايةٌ غير مكتوبة» An Unwritten Novel،
- «رباعيُّ الآلات الوتريَّة» The String Quartet،
- «حدائق كيو» Kew Gardens،
- «العلامةُ على الحائط»The Mark on theWall؛

- وستٌّ كانت قد نُشرت في الصحف ما بين عامي 1922-1941، وهي قصص:
- «الفستانُ الجديد» The New Dress،
- و«حفلة الصيد» The Shooting Party،
- و«لابّين ولابينوفا» Lappin and Lapinova،
- و«أشياءُ صلبة» Solid Objects،
- و«صورةُ السيِّدة في المرآة» The Lady in the Looking-Glass،
- و«الدوقة والجواهريُّ» The Duchess and the Jeweller ؛

- وستٌّ لم تكن قد نشرت حينئذ في أيِّ مطبوعة، وهي قصص:
- «لحظات الوجود» Moments of Being،
- و«الرجل الذي أحبَّ نوعه» The Man Who Loved his Kind،
- و«ضوءُ الكشَّاف» The Searchlight،
- و«الميراث» The Legacy،
- و«لقاء منتصف العمر» Together and Apart،
- و«ملخَّص» A Summing Up.

ترجمت معظم قصص المجموعة إلى اللغة العربية. وترجمت أخيراً على نحو كامل في العام 2018، عن دار نينوى - دمشق. 